# Родниковское (Карагандинская область)
Родниковское (каз. Родниковское) — село в Осакаровском районе Карагандинской области Казахстана. Административный центр Родниковского сельского округа. Находится примерно в 112 км к северо-востоку от посёлка Осакаровки, административного центра района, на высоте 367 метров над уровнем моря. Код КАТО — 355673100.

## История
Основано 29 марта 1954 года гкак целинный зерносовхоз. Населенный пункт возник на  реке Шидерты у живописных сопок на месте ковыльной степи. Поселение строилось руками молодежи.прибывающих из Азербайджана,России,Украины. Они же распахивали нетронутую вековую степь. К 1961 году в совхозе функционировала вся инфраструктура: школа,больница,клуб,баня,столовая, аптека . Молочная ферма и птицеферма обеспечивали нужды полевых станов.Местная художественная самодеятельность не раз становилась призерами областных смотров.В конце 50 годов стал участником Выставки достижений народного хозяйства (ВДНХ) СССР.

## Население
В 1999 году численность населения села составляла 846 человек (412 мужчин и 434 женщины). По данным переписи 2009 года, в селе проживало 768 человек (378 мужчин и 390 женщин).